# Meng Huo
En aquest nom xinès, el cognom és Meng.
Meng Huo s'ha considerat popularment com un líder local que representa les gents de la regió de Nanzhong durant l'era dels Tres Regnes de la història xinesa. Quan l'emperador de Shu Han, Liu Bei, va morir, la població local de Nanzhong van tallar els seus lligams amb Shu Han, indicant que hi havia tres senyors que deien ser el governant legítim de la Xina i que "ells ja no sabien a qui havien de jurar lleialtat"; en represàlia, el canceller de Shu Han, Zhuge Liang, va llançar una invasió total sobre la regió de Nanzhong, i va sufocar el sollevament amb èxit. Fou enregistrat en els Annals de Primavera i Tardor de les Dinasties Han i Jin (漢晉春秋) i les Cròniques de Huayang que Zhuge va capturar i va deixar anar el líder local fins a set vegades, de manera que el líder finalment va jurar la seva lleialtat a Shu Han.
La imatge popular de Meng Huo procedeix principalment de la novel·la històrica de Luo Guanzhong, el Romanç dels Tres Regnes, on ell és representat com un líder tribal dels bàrbars del sud. En la novel·la Meng Huo estava casat amb la Dama Zhurong, un personatge de ficció que es deia descendent del Déu xinès del foc, Zhu Rong.

## Arguments sobre la seva historicitat
D'acord amb l'article de Zhang Hualan Discussió sobre Meng Huo, Meng va ser només un personatge fictici inventat per historiadors posteriors, remarcant que la paraula "Huo" (獲) significa "capturat" en xinès.
El nom de Meng Huo apareix per primera vegada en el treball de Xi Zaochi, Annals de Primavera i Tardor de les dinasties Han i Jin, el qual l'historiador de la Dinastia Liu Song, Pei Songzhi, va considerar que no era una font fiable. Això no obstant, l'historiador de la Dinastia Song Sima Guang, el compilador principal del Zizhi Tongjian, va prendre els registres de Xi dins del seu treball.